# Inline-Downhill

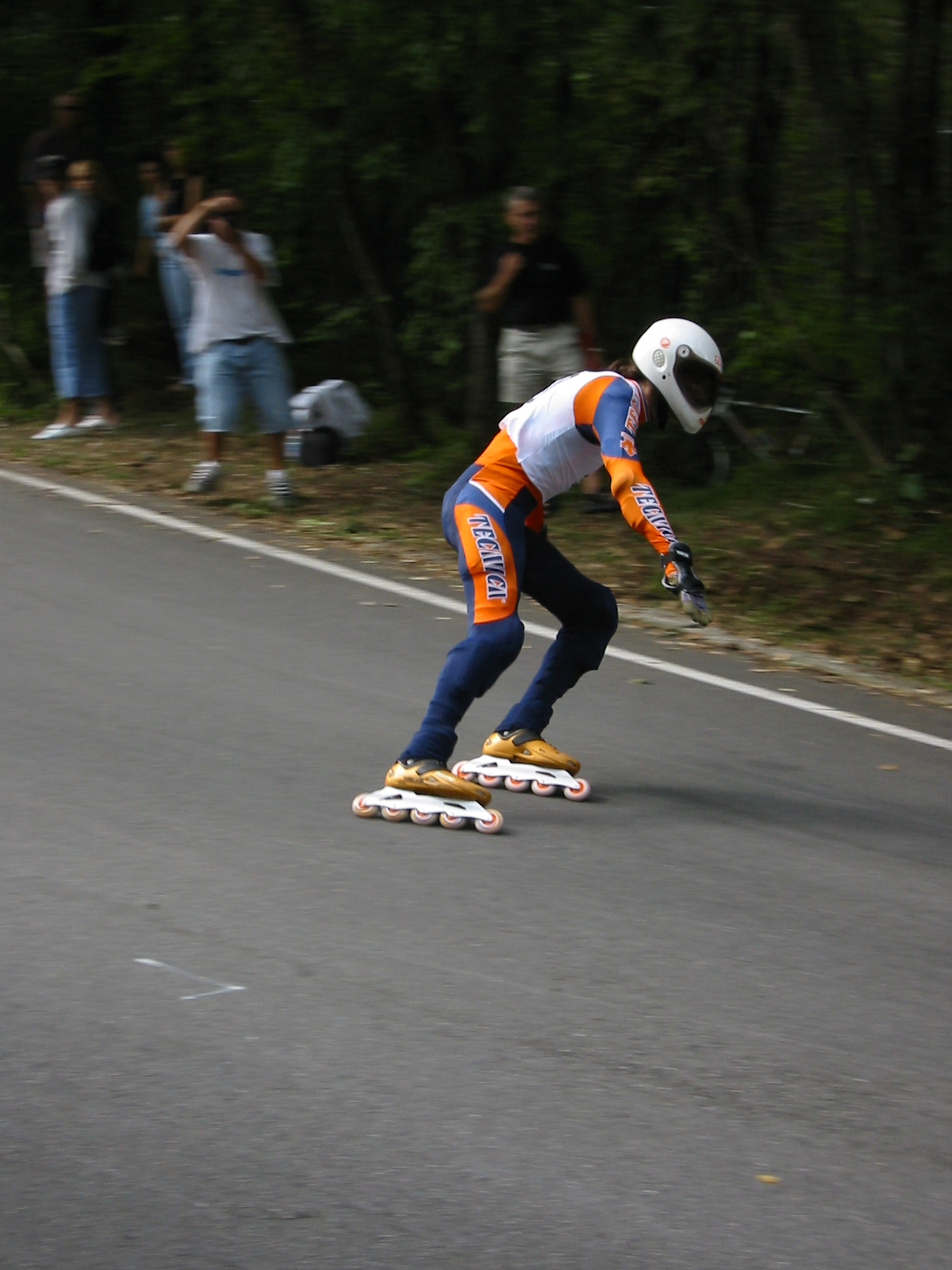
Inline-Downhill

Inline-Downhill ist eine Form des Inlineskatens, bei der eine asphaltierte (Berg-)Strecke heruntergefahren wird. Eine übliche Downhill-Strecke hat ein durchschnittliches Gefälle von 7 bis 13 % und verfügt über mehrere Haarnadelkurven. Die Durchschnittsgeschwindigkeit liegt bei etwa 60 km/h. Auf gewissen Strecken wird jedoch ein Tempo von rund 110 km/h erreicht. Seit dem Jahr 2000 werden jährlich durch die F.I.R.S. Weltmeisterschaften durchgeführt. Seit etwa 1995 wurden im Europacup regelmäßig Rennen durchgeführt. Der Europacup wurde 2001 durch den Weltcup ersetzt.

## Material

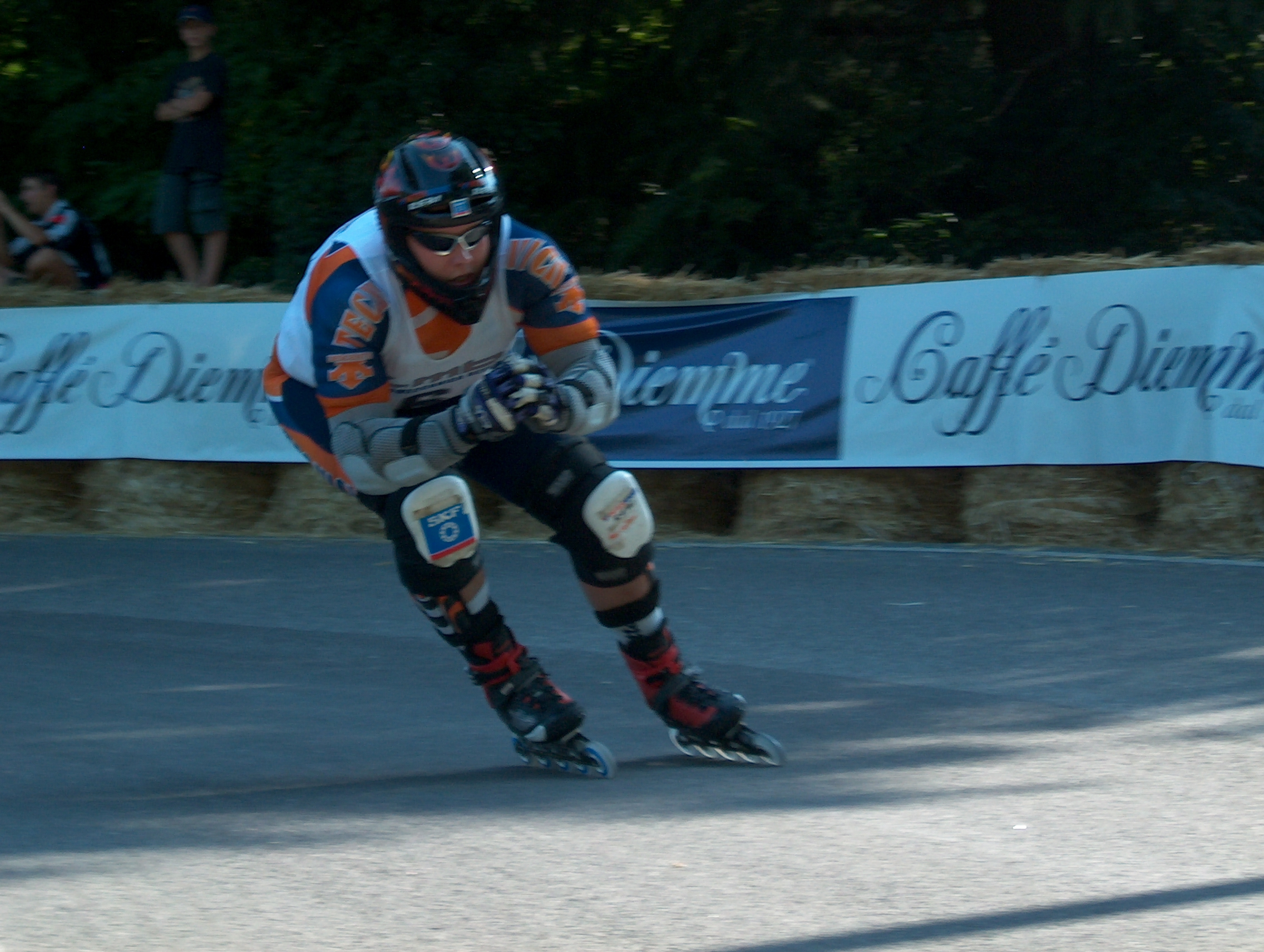
Downhill-Skater in Vollmontur

Zur Verbesserung der Aerodynamik werden Rennanzüge aus dem alpinen Skisport verwendet. Einige Fahrer verwenden Lederkombis aus dem Motorradsport.
Der Inline-Skate ist meist eine Kombination aus Slalomschuh (hoher Schaft mit gutem Halt) und einer Schiene mit fünf Rollen. Da nur wenige Hersteller spezielle Downhill-Schuhe anbieten, wird meist das Material von mehreren Herstellern kombiniert.
Da der Bremsklotz oder Bremsgummi nicht die gewünschte Verzögerung erreicht, haben viele Fahrer den Bremsklotz abmontiert und Bremsen mit den Rädern (Sliden).
Um eine gute Kombination aus Geschwindigkeit, Kurvenfestigkeit und Slidefähigkeit zu erreichen, benützen die meisten Fahrer Räder mit 84 oder 100 mm Durchmesser. Je nach Strecke und Körpergewicht des Fahrers wird eine Härte der Rollen von 80-84A verwendet.

## Sicherheit
Auf den Rennstrecken werden jeweils die Kurven mit Luftmatten, Strohballen und Matratzen abgesichert. Exponierte Stellen wie Laternenpfähle oder große Steine werden zusätzlich gesichert. Die Downhill-Strecken werden vor dem Rennen durch die Mitglieder des IIDA-Komitees auf ihre Sicherheit und komplette Absicherung überprüft.
Rennen dürfen nur mit einer vollen Ausrüstung bestehend aus Integralhelm (Kinnschutz), Rückenpanzer, Knie- und Ellenbogenschützern gefahren werden.

## Bremstechniken
Sollten am besten in der beschriebenen Reihenfolge erlernt werden.
Bremsklotz
Der Bremsklotz wird hauptsächlich aus Kostengründen eingesetzt, da das Sliden mit den Rädern einen nicht unerheblichen Verschleiß bewirkt. Der Bremsklotz birgt jedoch je nach Schuhsystem bei hohem Tempo gewisse Risiken, da dann das gesamte Gewicht nur noch auf einer Rolle aufliegt. Das kann ein unkontrolliertes Abrutschen des Schuhs zur Folge haben. Einige gute Fahrer schwören jedoch auf den Bremsklotz.
Der T-Brake
Beim T-Brake wird ein Fuß 90 Grad zur Seite gestellt und hinter dem Körper hergezogen. Da nicht das gesamte Gewicht auf den bremsenden Fuß gelegt werden kann, ist der T-Brake beim Downhill eher uneffizient und wird deshalb von einigen Fahrern spöttisch als Raclette bezeichnet. Der T-Brake hat jedoch den Vorteil, dass mindestens ein Schuh während der Fahrt noch über frische Rollen und genügend Grip verfügt und die Körperhaltung relativ stabil ist.
Der Schneepflug
Beim Schneepflug werden die Beine gespreizt und die Fußspitzen zur Körpermitte gedreht. Der Schneepflug wird meist von neuen Fahrern als Vorstufe zum Magic oder Powerslide geübt. Gerade bei hohem Tempo erfordert das Auslösen des Schneepfluges einigen Mut. Man hat jedoch eine stabile Position und kann im Falle einer Störung schnell wieder in Fahrtrichtung weiterfahren.
Der Magic
Der Magic ist eine Weiterführung des Schneepfluges und dient als Vorstufe für den Powerslide. Zusätzlich zu den gespreizten Beinen bewegt sich der gesamte Körper noch 90 Grad zur Fahrtrichtung. Beide Schuhe sliden quer zur Fahrtrichtung. Der Magic ist die ästhetischste Art zu Bremsen. Da jedoch nur mit einem Fuß in Fahrtrichtung gebremst wird, nutzen sich die Rollen ungleichmäßig ab und man büßt ein wenig an Effizienz ein.
Der Powerslide
Ist die Königsdisziplin beim Inline-Downhill. Der Körper ist wie beim Magic 90 Grad zur Fahrtrichtung gedreht. Jedoch befinden sich beide Füße in Fahrtrichtung vor dem Körper. Das Auslösen des Powerslides erfordert Ruhe, Geschicklichkeit und einiges an Training. Es ist die effizienteste Art zu bremsen und bewirkt die geringste Abnützung der Rollen nebst dem Bremsklotz. Bei einer Geschwindigkeit von 80 km/h benötigt es jedoch immer noch rund 30 Meter, um zum Stillstand zu kommen.

## Verbände

Inline-Downhill-Strecke am Col D’Izoard

Der Inline-Downhill-Dachverband ist die IIDA (International Inline Downhill Association), welche den Weltcup im Inline-Downhill organisiert. Die IIDA wurde im Jahre 2001 während der Weltmeisterschaft in Lausanne gegründet und erweiterte den damals durchgeführten Europacup mit internationalen Rennen. Die IIDA besteht aus einem Präsidenten (Davide Tacchini ITA) und einem Komitee (jeweils einem Landesvertreter, welcher als Ansprechperson für die Fahrer gilt).
In Amerika organisiert die IGSA (International Gravity Sport Association) Rennen. Die IGSA ist jedoch nicht ein reiner Inline-Downhill-Verband, sondern organisiert auch Rennen für Longboard und Street Luge.
IIDA und IGSA arbeiten eng zusammen. Aus diesem Grund werden einige Rennen bei beiden Organisationen gewertet.
Die FIRS (Fédération Internationale de Roller Sports) ist verantwortlich für die Durchführung der Weltmeisterschaften.
In Deutschland, Österreich und Frankreich sind die Fahrer in die nationalen Rollsport-Organisationen integriert.

## Anlässe
| Datum           | Austragungsort                                                       |
| --------------- | -------------------------------------------------------------------- |
| Juli 5-6        | Albstadt-Ebingen (GER)                                               |
| Juli 18-20      | Übersaxen-Rankweil (AUT) FIRS 9th Inline Downhill World Championship |
| August 1–3      | Teolo-Padova (ITA)                                                   |
| August 22–24    | Col d’Izoard (FRA)                                                   |
| August 27–31    | Goldendale-Maryhill, WA (USA)                                        |
| September 6–7   | Fouchy (FRA)                                                         |
| September 12–14 | Eastbourne (UK)                                                      |
| September 27    | Lyon (FRA)                                                           |
| November 22     | Ile de la Réunion, (FRA Overseas)                                    |

| Jahr | Austragungsort         | Weltmeister           | Weltmeisterin           |
| ---- | ---------------------- | --------------------- | ----------------------- |
| 2000 | Zell am See (AUT)      | Oscar Galliazzo (ITA) | Gabi Leuenberger (SUI)  |
| 2001 | Lausanne (SUI)         | Oscar Galliazzo (ITA) | Elisabeth Schrenk (AUT) |
| 2002 | Belluno (ITA)          | Daniel Ladurner (AUT) | Severine Thomas (FRA)   |
| 2003 | Übersaxen (AUT)        | Daniel Ladurner (AUT) | Gabi Leuenberger (SUI)  |
| 2004 | Borgholzhausen (GER)   | Oscar Galliazzo (ITA) | Severine Thomas (FRA)   |
| 2005 | Lyon (FRA)             | Harry Pernat (FRA)    | Severine Thomas (FRA)   |
| 2006 | Teolo-Padova (ITA)     | Daniel Ladurner (AUT) | Severine Thomas (FRA)   |
| 2007 | Albstadt-Ebingen (GER) | Harry Pernat (FRA)    | Severine Thomas (FRA)   |
| 2008 | Übersaxen (AUT)        | Daniel Ladurner (AUT) | Severine Thomas (FRA)   |